# Дана Интернашонал
Шарон Коен (хебр. שרון כהן, романизовано Sharon Cohen; Тел Авив, 2. фебруар 1969), познатија под псеудонимом Дана Интернашонал (хебр. דנה אינטרנשיונל; енгл. Dana International) израелска је певачица, композитор и текстописац која је светској јавности постала позната након победе на Песми Евровизије 1998. са композицијом Diva.
У каријери дугој двадесетак година, Дана је објавила 8 студијских и 2 компилацијска албума. Два пута је као извођач представљала Израел на Песми Евровизије: у Бирмингему 1998. и Диселдорфу 2011. (са песмом Ding Dong). Једна је од првих трансродних и транссексуалних јавних личности у Израелу са статусом глобалне „геј иконе”.

## Детињство и младост
Дана је рођена у сиромашној породици јеменитског порекла, као најмлађе од троје деце. Њена сестра Лимор је старија 4, а брат Нимрод три године. Рођена је као дечак под именом Јарон (хебр. ירון כהן). Њено интересовање за музику почело је јако рано, још са осам година, а две године касније почела је да наступа у локалном хору. Први јавни наступ имала је са 14 година када је наступила у мјузиклу „Јосиф у чудесном свету снова”. Као свог музичког узора наводила је Офру Хазу, наводећи да је њен наступ на Евросонгу 1983. са песмом Chai имао пресудну улогу у одабиру њеног будућег занимања.
Већ са 16 година почела је да наступа по ноћним клубовима као драг квин, а током једног од наступа упознала је продуцента Офера Нисима са којим је убрзо започела сарадњу на музичком плану.

## Музичка каријера
Познанство са Нисимом омогућило је Дани улазак у свет професионалног бављења музиком, а њен први сингл, који је продуцирао управо Нисим, под називом Saida Sultana, иако пародија на велики хит Витни Хјустон My Name Is Not Susan, постигао је знатну популарност у Израелу.
У лето 1993. одлази у Лондон на операцију промене пола, а потом и законски мења име у Шарон Коен. Након повратка у земљу и успешног опоравка од операције, у сарадњи са Нисимом издаје свој први студијски албум под називом Danna International (Offer Nissim Presents) који је за кратко време постигао златни тираж у земљи, а убрзо је објављена и верзија за инострано тржиште. На албуму се налазило 13 песама, укључујући и обраде песама Yes Sir, I Can Boogie шпанског двојца Baccara и The Show Must Go On групе Queen. Од те године на сцени се појављује под уметничким именом Дана, које узима у знак сећања на свог друга из детињства Данијела који је страдао у саобраћајној несрећи.
Годину дана касније објављује други албум под називом Umpatampa инспирисан тренс музиком, који је за кратко време достигао платинасти тираж са више од 50.000 продатих копија, а Дани донео признање за „певачицу године” у Израелу.
Током 1995. учествовала је по први пут на фестивалу Кдам где је са песмом Лајла тов, Еропа (Лаку ноћ Европо) заузела друго место, а потом објављује и трећи студијски албум под називом  са три нове песме и четири ремикс верзије претходних песама.
Иако њен четврти студијски албум под називом Maganuna (Луда) објављен 1996. није постигао успех претходна три, ипак је достигао златни тираж, а песма Cinque Milla постала је велики хит.
Као етаблирани музичар, Дана је 1998. интерно одабрана од стране израелског јавног сервиса да представља земљу на Песми Евровизије у енглеском Бирмингему са композицијом Diva композитора Цвике Пика. Иако су многобројне десничарске организације организовале протесте због њеног одабира, Дана је ипак наступила у Биримнгему, а њена песма је са 172 освојена бода заузела прво место, доневши Израелу трећу победу у историји овог такмичења, а прву након скоро двадесет година. Diva је за кратко време постигла велику популарност широм Европе, а 14 година касније током обележавања 50 година Евросонга, проглашена је за једну од 14 најбољих евровизијских песама свих времена.
Године 1999. објавила је пети студијски албум под називом Free, а две године касније и шести Yoter Ve Yoter. Потом су уследили албуми HaHalom HaEfshari из 2002. и Hakol Ze Letova из 2007. са хит синглом Love Boy.
Њена песма The Fire In Your Eyes (у оригиналу Ke'ilu Kan), коју је написала за Боаза Мауду, представљала је Израел на Евросонгу 2008. у Београду, где је заузела високо девето место у финалу. У марту 2011. победила је на израелском националном избору за Песму Евровизије са песмом Ding Dong, са којом је два месеца касније наступила на Евросонгу у Диселдорфу.
У априлу 2013. објавила је спот за песму Loca у сврху промоције Прајда у Тел Авиву.

## Дискографија
- (1993), ИМП денс
- (1994), ИМП денс
- (1995), ИМП денс
- (1996), Хеликон/Биг фут
- (1998), ИМП денс
- (1998), Хеликон/Биг фут/Полиграм
- (1999), (European edition), ЦНР мјузик
- (2000), (Israeli edition), НМЦ
- (2000), (Japanese edition), НКЦА
- (2001), НМЦ
- (2002), ИМП денс
- (2003), ИМП денс
- (2007), Хед арзи
- (2011), Хед арзи